# Astrid Molin
Astrid Irene Molin, gift Ekström, född 7 september 1914 i Uddevalla, död 1 mars 2012 i Järfälla församling, var en svensk friidrottare (mångkamp) och gymnastikdirektör. Hon tävlade för klubbarna Föreningen SGI i Lund och för IFK Uddevalla. Åren 1934 och 1935 tog hon guld i trekamp vid SM i friidrott.
Efter idrottskarriären arbetade hon som gymnastiklärare. Hon är gravsatt på Görvälns griftegård i Järfälla.